# Đông Khu, Phàn Chi Hoa
Đông Khu (chữ Hán giản thể: 东区, Hán Việt: Đông khu) là một quận thuộc địa cấp thị Phàn Chi Hoa, tỉnh Tứ Xuyên, Cộng hòa Nhân dân Trung Hoa. Quận này có diện tích 167 km², dân số năm 2002 là 310.000 người.
Đông Khu được chia thành 9 nhai đạo: Đại Độ, Bính Thảo Cương, Hướng Dương Thôn, Lộng Lộng Bình, Qua Tử Bình, Trường Thọ Lộ, Tảo Tử Bình, Mật Địa, Nam Sơn và 1 trấn Ngân Giang.